# HD 194616
HD 194616，又名BD+19 4408，SAO 106100、HR 7813，是一颗恒星，视星等为6.41，位于銀經61.77，銀緯-10.41，其B1900.0坐标为赤經20h 21m 32.3s，赤緯+19° -10.41′ 17″。